# Champ de blé avec cyprès
Champ de blé avec cyprès est une série de trois tableaux similaires et réalisés en 1889 par Vincent van Gogh. La National Gallery de Londres détient la version de septembre 1889. Une autre peinture, peinte en juillet de la même année, est exposée au Metropolitan Museum of Art de New York. La troisième est détenue par une collection privée.

## Descriptions
Les tableaux représentent la même vue de la campagne de Saint-Rémy avec un champ de blé, des arbustes et des cyprès.

## Histoire des tableaux
Ces œuvres ont été créées à Saint-Rémy-de-Provence près d'Arles, en France, lorsque van Gogh se faisait soigner au Monastère Saint-Paul-de-Mausole.